# سیدنی وود
 سیدنی بور وود جونیور (انگلیسی: Sidney Wood؛ زاده ۱ نوامبر ۱۹۱۱ درگذشته ۱۰ ژانویهٔ ۲۰۰۹) یک تنیس‌باز اهل ایالات متحده آمریکا بود.